# Fronteira Brasil–Paraguai
A fronteira internacional entre a República Federativa do Brasil e a República do Paraguai se inicia na Ponte Internacional da Amizade e no Marco das Três Fronteiras, entre Foz do Iguaçu e Presidente Franco, e vai até a tríplice fronteira com a Bolívia, próximo às cidades de Bahia Negra e Corumbá. Atravessa uma variedade de terrenos, percorrendo desde grandes áreas urbanas até desertos inóspitos e áreas alagadas. Na fronteira entre o Brasil e o Paraguai, está localizada a Usina Hidrelétrica de Itaipu, que é a maior usina hidrelétrica do mundo em energia gerada.

## História
Antes da colonização europeia, a região era atravessada pelo Caminho do Peabiru, que ligava o Império Inca ao litoral do Brasil.
A fixação dessa fronteira aconteceu depois da Guerra do Paraguai, quando em 1872 foi firmado um tratado de paz com o Paraguai, no qual também constavam os respectivos limites com o Brasil, e que segundo Hélio Vianna, respeitava os convênios da época colonial e reivindicava, ao Brasil, somente as terras já ocupadas ou exploradas por portugueses e brasileiros.

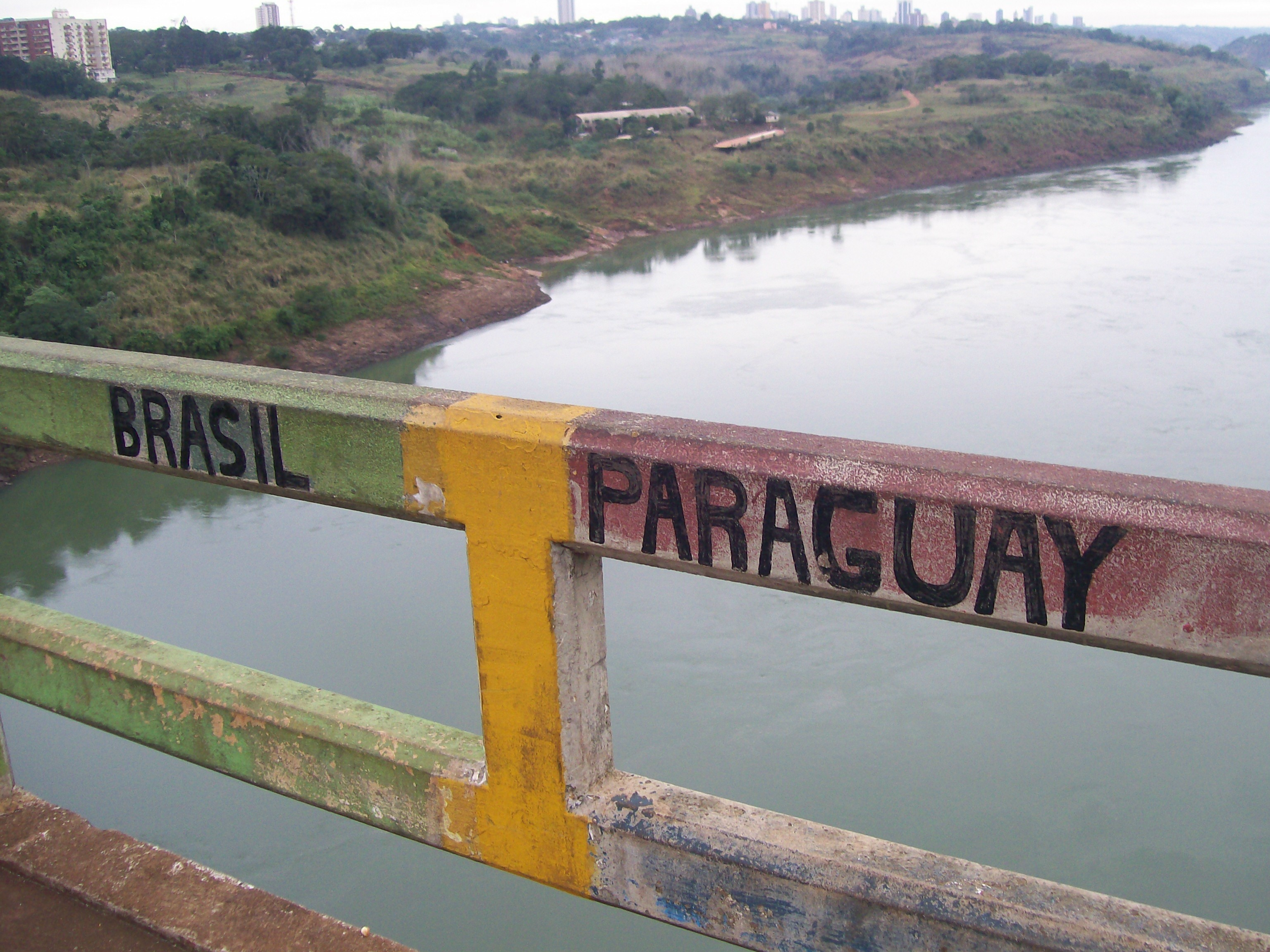
O ponto exato da linha de fronteira entre o Brasil e o Paraguai, na Ponte Internacional da Amizade.

Nos últimos anos, a fronteira entre o Brasil e o Paraguai passou a se transformar numa das principais rotas do tráfico internacional de drogas e de armas de fogo na América do Sul, além do contrabando e do descaminho de mercadorias e veículos roubados, com destaque em essencial para as mercadorias pirateadas. Isso vem acontecendo em grande parte devido à falta de fiscalização e de policiamento na região, principalmente por parte do governo paraguaio[carece de fontes?]. Em diversas cidades e áreas rurais ao longo da fronteira, esta pode ser atravessada tranquilamente, sem que seja necessário passar por nenhum tipo de fiscalização fronteiriça.
No lado paraguaio da fronteira, há um grande número de imigrantes brasileiros, sendo que estes são popularmente conhecidos como brasiguaios. No Paraguai, os brasiguaios vêm se tornando alvo de um grande sentimento de xenofobia, já que a população paraguaia em geral, acusa os brasiguaios de estarem "abrasileirando" o Paraguai[carece de fontes?]. Por este motivo, muitos brasiguaios estão sofrendo retaliações no Paraguai, com as suas terras sendo invadidas e tomadas por camponeses revoltosos.